# Balticonopsis
Genre
Balticonopsis est un genre fossile d'araignées aranéomorphes de la famille des Anapidae.

## Distribution
Les espèces de ce genre ont été découvertes dans de l'ambre de la mer Baltique, de Bitterfeld en Saxe-Anhalt en Allemagne et de Rivne en Ukraine. Elles datent du Paléogène.

## Liste des espèces
Selon The World Spider Catalog 15.5 :
- †Balticonopsis bispina Wunderlich, 2004
- †Balticonopsis bitterfeldensis Wunderlich, 2004
- †Balticonopsis bulbosa Wunderlich, 2004
- †Balticonopsis ceranowiczae Wunderlich, 2004
- †Balticonopsis holti Wunderlich, 2004
- †Balticonopsis perkovskyi Wunderlich, 2004
- †Balticonopsis thomasi Wunderlich, 2004

## Publication originale
- (en) Wunderlich, 2004 : The fossil spiders of the family Anapidae s. l. (Aeaneae in Baltic, Dominican and Mexican amber and their extant relatives, with the description of a new subfamily Comarominae. Beiträge zur Araneologie, vol. 3, p. 1020–1111.